# Mnesarete hyalina
Mnesarete hyalina är en trollsländeart som först beskrevs av Hagen in Selys 1853.  Mnesarete hyalina ingår i släktet Mnesarete och familjen jungfrusländor. Inga underarter finns listade i Catalogue of Life.